# Catiray
Catiray (o Catirai) (mapudungun: "flor cortada") era una zona al sur del río Biobío en el actual territorio de Chile. Durante la época de la Conquista en el siglo XVI se ubicó allí un pucará o fortaleza que los mapuches construyeron para hacer frente a los conquistadores españoles al inicio de la guerra de Arauco.

## Ubicación
Está ubicado en el sector de Palmilla, a unos 10 kilómetros al oeste. Ahora es la comuna de Santa Juana de la Provincia de Concepción y es la comuna de Nacimiento, Provincia de Biobío de la Región del Biobío, de Chile. Entre 1563 y 1613, los mapuches tenían el pucará de Catiray debidamente fortificado y con una serie de trampas que lo hicieron inexpugnable al ataque de los españoles.
En este lugar cayó derrotado Pedro de Villagra, Melchor Bravo de Saravia y Miguel Velasco y Avendaño, quien sacrificó gran parte de su tropa en 1565 al querer tomar la fortaleza, pero finalmente debió retirarse derrotado.
Incluye la ladera oriental de las montañas de la Cordillera de Nahuelbuta, en su extremo norte, donde desciende hacia el valle del río Biobío, y que contiene las fuentes de los arroyos que desembocan en el río Culenco, (afluente del río Tavolevo). Debajo del Tavolevo estos desembocan directamente en el Biobío. Primero, el río Rele, los riachuelos de Patagual y Pilún, Estero Huedilhue (en el valle de la ciudad de Santa Juana) y los riachuelos de Pileo y Tricauco.